# 도미니온 핫스퍼
도미니온 핫스퍼(Dominion Hotspur)는 나이지리아의 축구팀이다. 2009년 창단했다.